# Lego Paradisa
Lego Paradisa est le deuxième thème du jeu de construction Lego s'adressant aux filles. Créé en 1992, dix ans après la fin du thème Homemaker, qui était axé sur l'aménagement de maisons avec des figurines en briques beaucoup plus grandes que les minifigures standard, il était axé sur la plage, les loisirs et l'amusement avec plusieurs sets avec des scènes à la plage, ou avec des chevaux. Il présentait les mêmes caractéristiques que le thème Lego Town, c'est-à-dire des pièces de couleurs pastel et notamment du rose clair et foncé, qui n'étaient pas très courants à l'époque. À l'inverse des autres thèmes de l'époque, Lego Paradisa comprenait bien plus de minifigures femmes que les autres et a donné lieu a de nouvelles pièces qui ont révolutionné la forme des minifiqures féminines comme la pièce de coiffure en queue de cheval. Les seules têtes masculines dans ce thème étaient les moustaches et les lunettes de soleil.
Les thèmes qui lui ont succédé dans le même genre sont Lego Belville, Lego Scala et Lego Friends.

## Chronologie des produits

### 1992
- 6401 Le bord de mer
- 6405 Les écuries
- 6411 Le café
- 6416 La villa
- 6419 Le ranch

### 1993
- 6403 L'aire de jeux
- 6409 Le parc d'attractions

### 1994
- 6402 Le café
- 6410 Les cabanes de la plage

### 1995
- 1761 Le bateau
- 6402 Le marchand de glaces Paradisa
- 6409 La fête foraine Paradisa
- 6414 L'île Paradisa
- 6416 La Maison de la plage Paradisa

### 1996
- 1815 Le garde-côtes
- 6404 La calèche
- 6418 Le poney-club

### 1997
- 2870 Le barbecue
- 6417 Le concours de saut à cheval
- 6489 Le club de vacances
- 6547 Le parc d'attractions